# والر توما
والر توما (انگلیسی: Valer Toma؛ زادهٔ ۲۶ نوامبر ۱۹۵۷) قایقران روئینگ اهل رومانی بود.
وی در مسابقات کشوری و بین‌المللی در مجموع برندهٔ ۱ مدال طلا، ۱ مدال برنز شده‌است.